# Station Soestduinen
Station Soestduinen is een voormalig spoorwegstation en gemeentelijk monument aan de Centraalspoorweg (spoorlijn Utrecht – Amersfoort – Zwolle) in de gemeente Soest ter hoogte van de buurtschap Soestduinen. 
Het station, van het Standaardtype NCS 2e klasse, werd geopend op 20 augustus 1863. Dit station bediende in die tijd het hele dorp Soest, omdat de spoorweg door het dorp en het daaraan gelegen station Soest nog niet bestonden. In 1910 werd dit gebouw dusdanig uitgebreid dat van een nieuw stationsgebouw sprake is. Dat gebouw staat er nog steeds. De plaatsnaamverkorting is Sdn.
Mede omdat dit enigszins afgelegen station weinig werd gebruikt, werd het op 24 mei 1998 gesloten, ten gunste van een verbeterde dienstregeling op de spoorlijn Utrecht - Amersfoort. Het stationsgebouw is intact gebleven, maar de perrons en het meubilair van het gebouw zijn verwijderd. Het gebouw werd in maart 2008 te koop aangeboden en wordt sindsdien particulier bewoond. In 2015 is er een Italiaans restaurant gevestigd.

## Zie ook

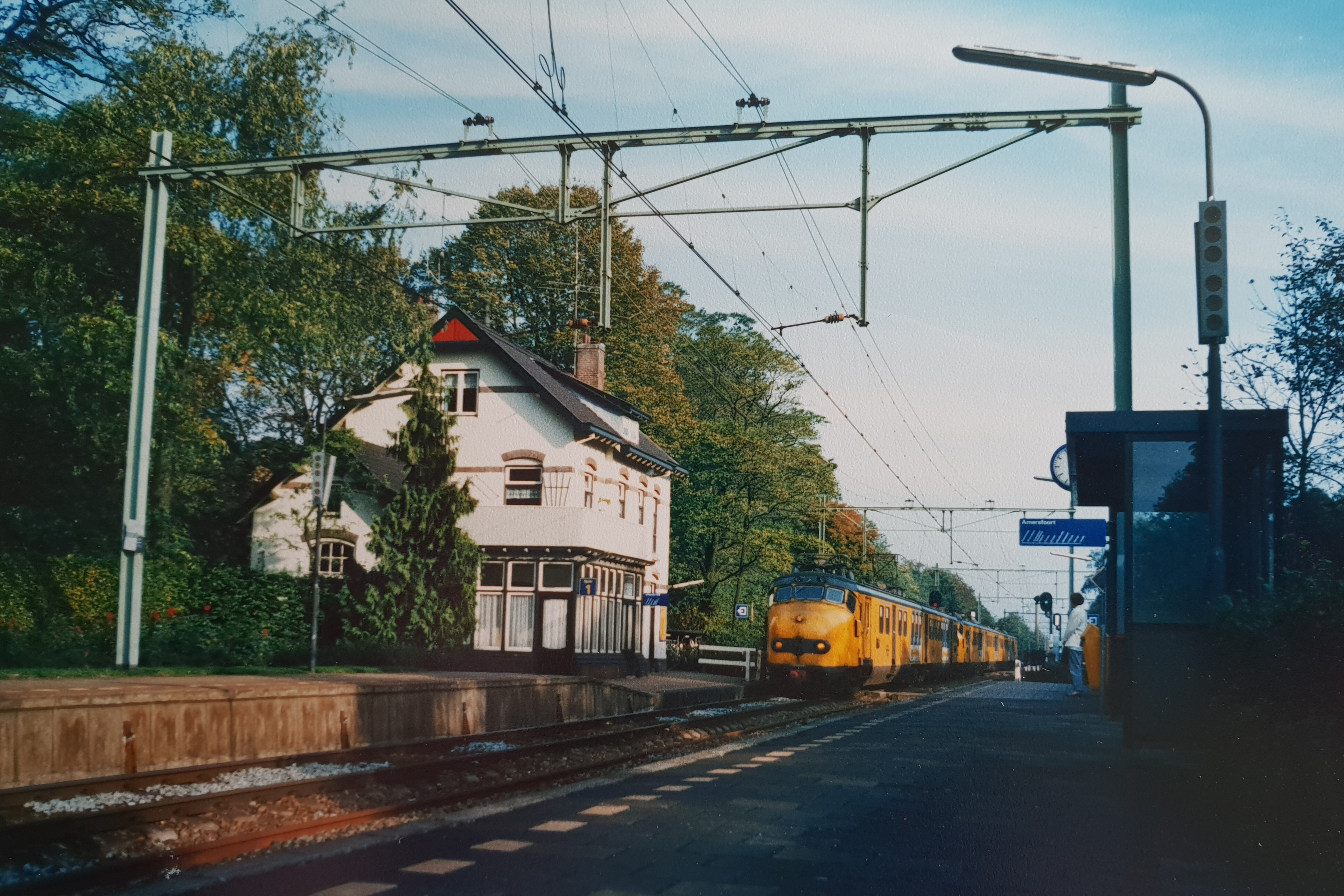
Station Soestduinen met Hondekop treinstel in 1987
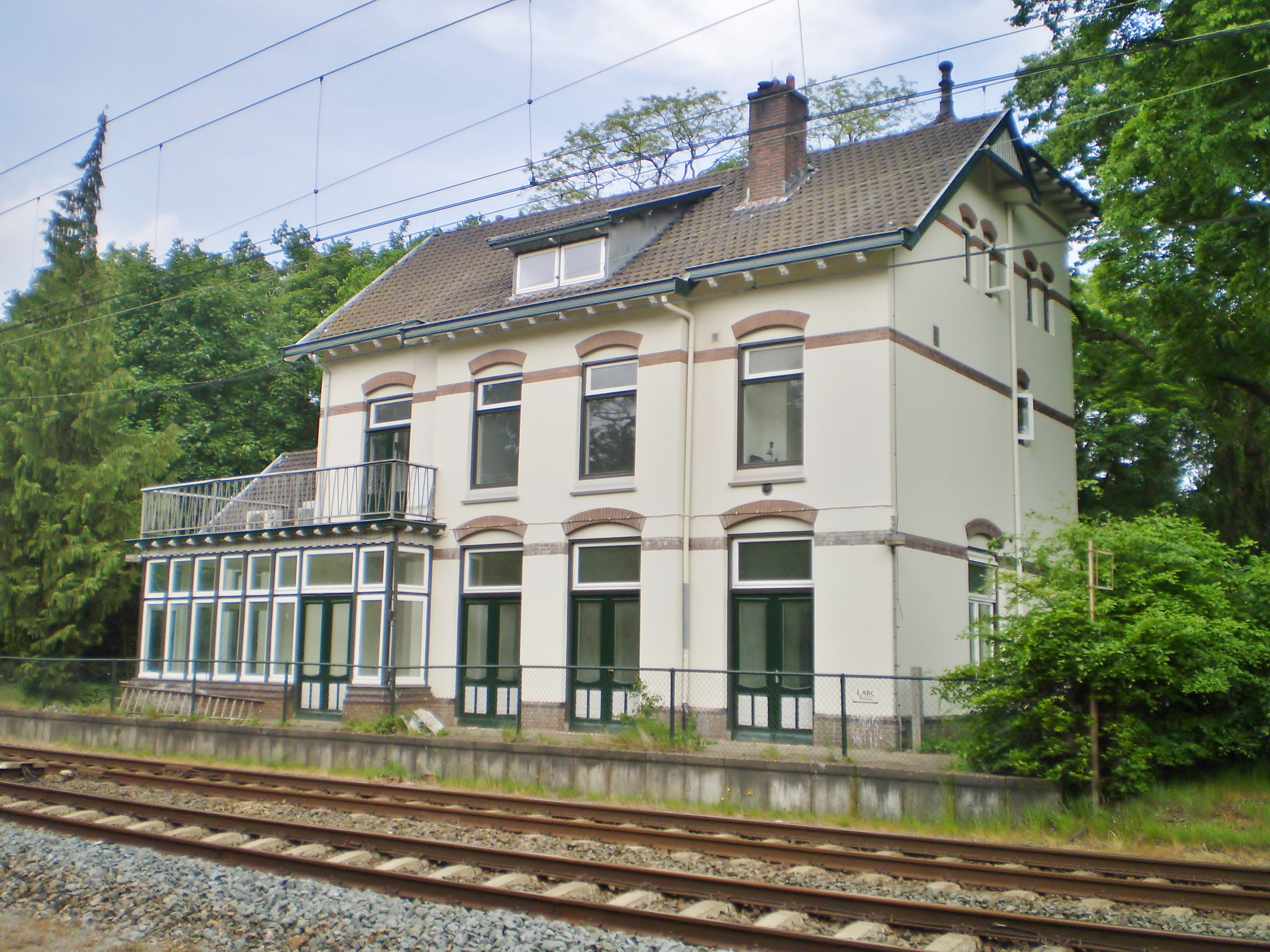
Station Soestduinen in 2014